# Die Mauritiusmarke
Die Mauritiusmarke ist ein mittellanger deutscher Stummfilm-Krimi aus dem Jahre 1912 von Rudolf del Zopp.

## Handlung
Eduard von Hartau gehört zum engen Freundeskreis des Multimillionärs Lincoln. Leider besitzt er die üble Eigenschaft, sich dem Glücksspiel hinzugeben. Meist ist Hartau dort sehr erfolgreich, doch diesmal verliert er beim Écarté sein gesamtes Barvermögen. Ja, er muss sich sogar verschulden. Spielschulden sind bekanntlich Ehrenschulden, und Hartau hat sich verpflichtet, diese innerhalb von 24 Stunden zu begleichen. Er begibt sich daher rasch zu Lincolns Berliner Wohnsitz, doch sein steinreicher Freund befindet sich gerade auf Reisen in Wien. So glaubt Hartau, dass ihm nur noch ein einziger ehrbarer Ausweg bleibt: Er muss sich erschießen. Während er einen Revolver aus der Schreibtischschublade kramt, fallen ihm einige Papierschnipsel entgegen. Er glaubt seinen Augen nicht zu trauen, denn eines dieser Schnipsel scheint eine echte Blaue Mauritius, eine extrem seltene und kostbare Briefmarke, zu sein. Dass er diese Marke besitzt, hat der nunmehr verarmte ehemalige Sammler vollkommen vergessen. Mit der Mauritiusmarke begibt sich Eduard zu einem seriösen Händler, der ihm nach genauester Prüfung schließlich 40.000 Reichsmark auszahlt. Überglücklich kann Hartau damit seine Spielschuld begleichen, und sein guter Ruf bleibt gewahrt.
Derweil hat Lincoln in Wien bei einem Varieté-Besuch die junge Kunstschützin Dorette kennen gelernt. Er bittet sie zu einer Kutschfahrt in den Wiener Prater und erkennt an ihrem Armreif mehrere Applikationen, die wie äußerst wertvolle Briefmarken aussehen. Diese Anhänger sind, so erkennt Lincoln sofort, Marken, die heutzutage nur noch in Kunstauktionen zu astronomischen Preisen zu erstehen sind. Man kommt auf dieses Armband ins Gespräch, und so erfährt Lincoln, dass Dorette nur noch eine wertvolle Marke fehle, die Mauritiusmarke. Nebulös lässt Dorette durchscheinen, dass sie demjenigen, der ihr diese Blaue Mauritius besorgen könne, ihre Gunst erweisen werde. Der Zufall will es, dass Dorette kurz daraufhin in der Zeitung von einer Briefmarkenauktion in Berlin liest. Hier stehe auch eine Mauritius zum Verkauf. Als charmanter und großzügiger Lebemann, der Lincoln ist, verspricht er der Kunstschützin sogleich, für sie diese Marke zu erstehen. Nach einem heißen Bietergefecht erwirbt Lincoln die Marke für 70.000 RM und telegrafiert seiner Dorette sogleich seinen Erfolg.
Als Lincoln seine eigene Geburtstagsfeier ausrichtet, zeigt er seinen Gästen auch voller Stolz die wertvolle Briefmarke. Sie wird herumgereicht, doch als Lincoln sie zurückverlangt, ist sie plötzlich verschwunden. Der gleichfalls eingeladene von Hartau hatte sie zuletzt in der Hand gehalten, sodass er sogleich in Verdacht gerät, der Langfinger zu sein. Einer Leibesvisitation verweigert er sich energisch. Stattdessen gibt von Hartau sein Ehrenwort, kein Dieb zu sein, und verlässt, obwohl ihm niemand glaubt, die Örtlichkeit. Auch Lincoln lässt ihn ziehen. Hartau begibt sich in seinen Herrenclub, wo man ihm mit eisigem Schweigen begegnet, da sich der Vorfall längst herumgesprochen hat. Einen Dieb will man in seinen noblen Räumen nicht dulden, und so wird von Hartau aufgefordert, augenblicklich die Räumlichkeiten zu verlassen. In Wien hat inzwischen Dorette die Nachricht vom unerklärlichen Verschwinden der Mauritiusmarke mit einigem Erschüttern zur Kenntnis genommen.
Als von Hartau sich bald darauf nach Wien begibt, lernt er durch Zufall ebenfalls Dorette kennen. Rasch verliebt er sich in sie und erhält von der Kunstschützin bezüglich ihres auffälligen Armbands dieselbe Auskunft wie einige Zeit zuvor schon Lincoln. Umrahmt von einem Blumenmeer überreicht Hartau Dorette am darauf folgenden Tag eben jene gewünschte Mauritiusmarke. Sogleich telegrafiert Dorette Lincoln, dass sie nun die Mauritiusmarke besitze und fügt süffisant hinzu, dass man kein Millionär sein müsse, um einer Frau die Wünsche von den Augen abzulesen. Mit Zornesröte im Gesicht begibt sich Lincoln augenblicklich nach Wien und steht bei Dorette ante portas. Es kommt zur Begegnung mit Hartau, der nun kleinlaut zugeben muss, dass er der edle Spender der Mauritiusmarke an Dorette sei. Lincoln sagt von Hartau klar ins Gesicht, dass dieser ein gemeiner Dieb sei, doch dann behauptet der Beschuldigte, dass er stets zwei Mauritiusmarken besessen habe. Deshalb habe er sich damals auch verweigert, sich filzen zu lassen, denn dann hätte man seine zweite Marke entdeckt und sie für die erste, die verschwundene, gehalten. Lincoln wie auch Dorette glauben Eduard von Hartau kein Wort. Unter Hohngelächter schleicht sich Hartau davon, während die volatile Dorette nun wieder Lincoln ihr Herz schenkt, da er ja der wahre Gönner in Sachen Mauritiusmarke sei.
Wieder in Berlin, gibt Dorette im Wintergarten ein Gastspiel. Die Kunstschützin ist gerade mit einem Japaner namens Dschiutschitsu verbandelt. Als Lincoln dessen Briefchen liest, in dem er Dorette um ein nächtliches Rendezvous bittet, platzt er geradezu vor Eifersucht. Der Multimillionär macht Dorette in seinem Haus eine fürchterliche Szene und zertrümmert in einem Wutanfall eine kostbare Vase. Beim Betrachten der Scherben entdeckt Lincoln, in Pauspapier eingewickelt, die verschwundene Mauritiusmarke. Lincoln wie auch die anwesenden Gäste erstarren, als sie das kleine Stück Papier erblicken. Dorette greift sofort nach der Marke und becirct Lincoln, ihr selbige doch zu überlassen, sei sie doch eh für sie bestimmt gewesen. Nonchalant überlässt der reiche Gastgeber ihr die Marke, lässt die Frau dann aber vom Hausdiener höflich aber bestimmt aus seinem Anwesen herausexpedieren. Lincoln bemüht sich nun, seine Schuld an Hartau zu vergelten und sucht ihn in der ganzen Stadt. Der zu Unrecht des Diebstahls Beschuldigte ist durch diesen Ansehensverlust gesellschaftlich tief gesunken. Hartau lebt in einem winzigen Dachstübchen, verarmt und heruntergekommen. Die Berliner Entourage Lincolns feiert nun den Rehabilitierten. Der bekommt schließlich einen Brief von Dorette, in dem sie berichtet, dass ihr Japaner mit ihren Ersparnissen durchgebrannt sei und sie beide Mauritiusmarken für einen „sehr günstigen“ Preis von 200.000 RM anbieten würde. Großzügig wie Lincoln ist, kauft er ihr die Marken tatsächlich zu diesem Preis ab und überlässt eine von ihnen von Hartau als eine Art Schuldbegleichung.

## Produktionsnotizen
Die Mauritiusmarke passierte im November 1912 die Filmzensur und wurde noch im selben Monat uraufgeführt. Der Dreiakter hatte eine Länge von 815 Meter. Der 40-jährige Heinrich Gotho gab hier mutmaßlich sein Filmdebüt.
Kurt Dürnhöfer entwarf die Filmbauten.

## Wissenswertes
Dieser Film war der zweite Teil der sogenannten Lincoln-Filmreihe (1912/13) mit Oskar Fuchs in der Titelrolle und hatte dementsprechend den Untertitel Aus dem Leben eines Multimillionärs II. Manny Ziener spielte unmittelbar danach, ebenfalls 1912, an der Seite von Oskar Fuchs auch in dem dritten Film der Lincoln-Serie Die Dame in Schwarz mit.